# Murtas Kazhgaleyev

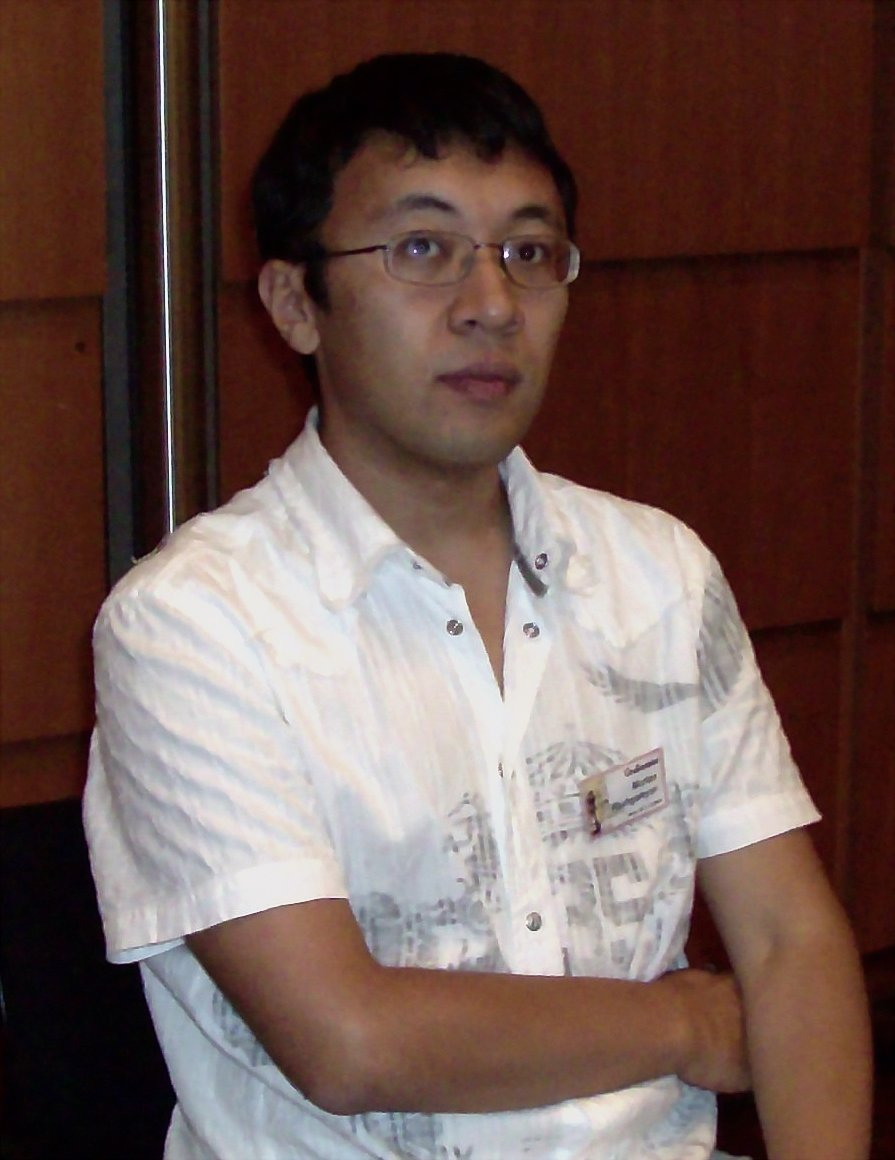
Murtas Kazhgaleyev

Murtas Kazhgaleyev (Russisch: Муртас Кажгалеев) (Oral, 17 november 1973) is een schaker uit Kazachstan. Hij is sinds 1998 een grootmeester (GM). Het kampioenschap van Kazachstan won hij in 2015 en 2018. 
- In 2004 werd hij gedeeld eerste met Slim Belkhodja op het 27e Syre Memorial in Issy-les-Moulineaux.[1]
- In december 2004 nam hij deel aan de Grand Prix d'Echecs d'Aix-en-Provence die werd gewonnen door Anatoli Karpov. Murtas Kazhgaleyev eindigde op de derde plaats, de Roemeen Andrei Istratescu werd tweede.
- Bij de Wereldbeker schaken in 2005 won hij in de eerste ronde van Jevgeni Aleksejev en werd hij in de tweede ronde uitgeschakeld door Teimour Radjabov. Bij de Wereldbeker schaken in 2011 werd hij in de eerste ronde uitgeschakeld door Dmitri Andreikin, bij de Wereldbeker schaken in 2017 werd hij in de eerste ronde uitgeschakeld door Vasyl Ivantsjoek.
- In 2006 won hij het rapidschaak-toernooi bij de 15e Asian Games in Doha.[2]
- In 2006 en in 2009 won hij het schaakkampioenschap van de stad Parijs.[3]
- In 2007 werd hij gedeeld 3e–9e met Dmitry Svetushkin, Vladimir Malachov, Jevgeny Vorobiov, Pavel Smirnov, Vladimir Dobrov en Aleksej Aleksandrov bij het derde Moskou Open toernooi.[4]
- In 2007 won Kazhgaleyev twee zilveren medailles op de Asian Indoor Games in Macau, op het toernooi individueel klassiek schaken en het toernooi individueel rapidschaak.
- In januari 2011 speelde Kazhgaleyev in groep C van het Tata Steel-schaaktoernooi in Wijk aan Zee, waar hij als zevende eindigde met 7 pt. uit 13.[5]
- In april 2011 werd hij gedeeld 2e–5e met Parimarjan Negi, Csaba Balogh en Jon Ludvig Hammer op het 13e Open schaakkampioenschap van Dubai.[6]
- Eveneens in 2011 nam Kazhgaleyev deel aan de Wereldbeker schaken, waar hij in de eerste ronde werd uitgeschakeld door Dmitry Andreikin.
- In het Australasian Masters toernooi van 2014 werd hij gedeeld eerste met Vasily Papin en Rustam Khusnutdinov.[7]
- In januari 2015 eindigde hij als tweede op het door Ni Hua gewonnen Australian Open.[8]
- In mei 2015 won Kazhgaleyev het schaakkampioenschap van Kazachstan.[9]

## Nationale teams
Murtas Kazhgaleyev nam voor Kazachstan deel aan acht Schaakolympiades: 1996, 1998, 2000, 2008, 2010, 2012, 2016 en 2018. 
Hij nam drie keer deel aan de Aziatische kampioenschappen voor teams (1999, 2012 en 2016) en één keer aan het WK landenteams (1997). 

## Schaakverenigingen
In Frankrijk speelde hij voor de Club de Cannes Echecs en de Club de Montpellier Echecs. 